# Franz Kohl (Bildhauer)

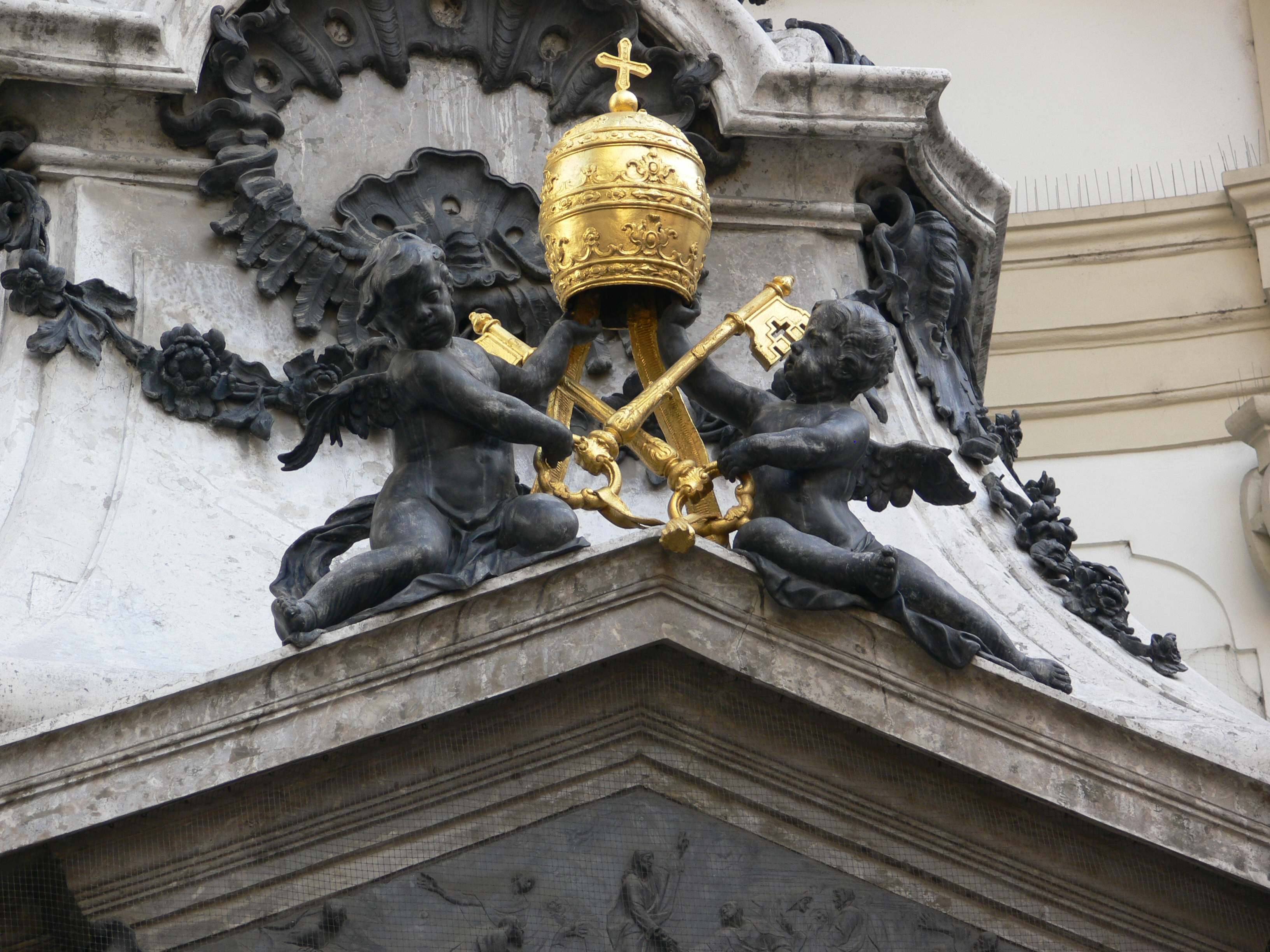
Peterskirche in Wien Papstkrone

Franz Kohl (Franz Xaver Kohl * 1. März 1711 in Kukus, Böhmen; † 3. November 1766 in Wien) war ein böhmisch-österreichischer akademischer Bildhauer und kaiserlicher Hofarchitekt.

## Leben

### Familie
Franz Kohl wurde in eine Bildhauerfamilie geboren. Sein Vater war der Bildhauer Johann Friedrich Kohl (tschechisch: Jan Bedřich Kohl-Severa, 1681-1736). Johann Friedrich Kohl lernte bei seinem Stiefvater Hieronymus Kohl, einem königlich Prager Hofbildhauer.
Franz Kohl war Schüler und Geselle des Bildhauers Raphael Donner. Am 17. Februar 1743, zwei Jahre nach Donners Tod, verheiratete er sich mit Donners Witwe Elisabeth. Ein Trauzeuge war der Bildhauer Johann Joseph Resler. Franz Kohl übernahm damit offiziell Donners Werkstatt.

### Akademie der bildenden Künste Wien
Anfang 1741 beschwerten sich die vier Bildhauer-Studenten Franz Kohl, Anton Sambach, Ludwig Bode und Andreas Berckart bei der Akademie über den Direktor Jacob van Schuppen wegen eines Fristversäumnisses.

„Denn sie hatten für Donner, bei dem sie schon lang „in Condition“ standen, in Kärnten „eine pressante Arbeit“ zu erledigen und kamen zu spät nach Wien zurück“

## Werke
- Schloss Schönbrunn Schlosskapelle:
 1741 Franz Kohl erhielt diesen Auftrag in der Donner-Nachfolge,[3] er gestaltete den Marmor-Hochaltar, das Tabernakelrelief, und krönte das Altarbild mit einer vergoldeten Dreifaltigkeitsgruppe:
 An den Seitenwänden befinden sich jeweils zwei weitere Altäre. Neben den mit Gemälden des venezianischen Malers Giovanni Battista Pittoni verzierten befinden sich zwei mit je einer vergoldeten Bleistatue gerahmten Nische gestaltet. Diese stellen die Schmerzhafte Muttergottes und Johannes den Täufer dar und wurden beide von Franz Kohl geschaffen.[4]
- Kirche Maria Himmelfahrt, Kremsier in Mähren:
 Hochaltar, Chor[5]
- 1750 Dom der Reinigung der Jungfrau Maria in Dub in Mähren:
 Bildhauerische Gestaltung des Hochaltares (Stuckmarmor), Fertigstellen der Seitenaltäre.
- Peterskirche Wien:
 1751 entstand der Portalvorbau von Andrea Altomonte aus grauem Marmor. Die Bleifiguren darauf gestaltete Franz Kohl, zu Oberst die Statuen Glaube, Hoffnung und Liebe, sowie Engelfiguren, welche Tiara und Schlüssel, die Insignien der päpstlichen Souveränität, tragen.[6]
- Savoysches Damenstift in der Johannesgasse

Am 10. Februar 1766 bestellte Maria Theresia Felicitas von Savoyen für eine Nische in der Fassade ihres Wiener Stadtpalastes eine Immaculata-Statue auf einer großen Weltkugel mit Wolken, zwei großen Engeln und mehreren Puttenköpfen beim Bildhauer Franz Kohl. Nach Kohls Tod im November 1766 betraute sie Franz Xaver Messerschmidt mit der Fertigstellung der begonnenen Arbeit. Er schuf sein eigenständiges Werk.

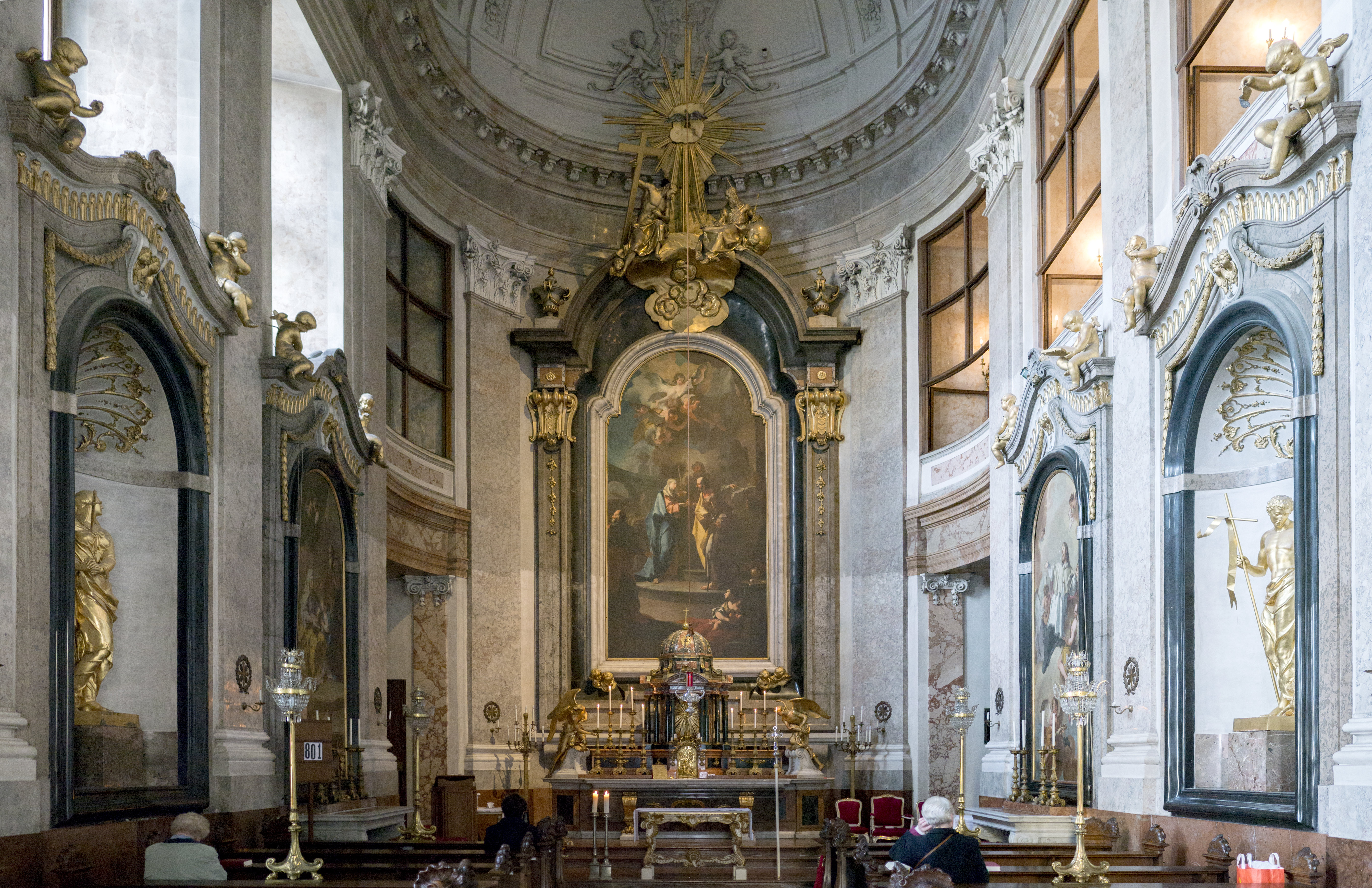
Schlosskapelle Schönbrunn
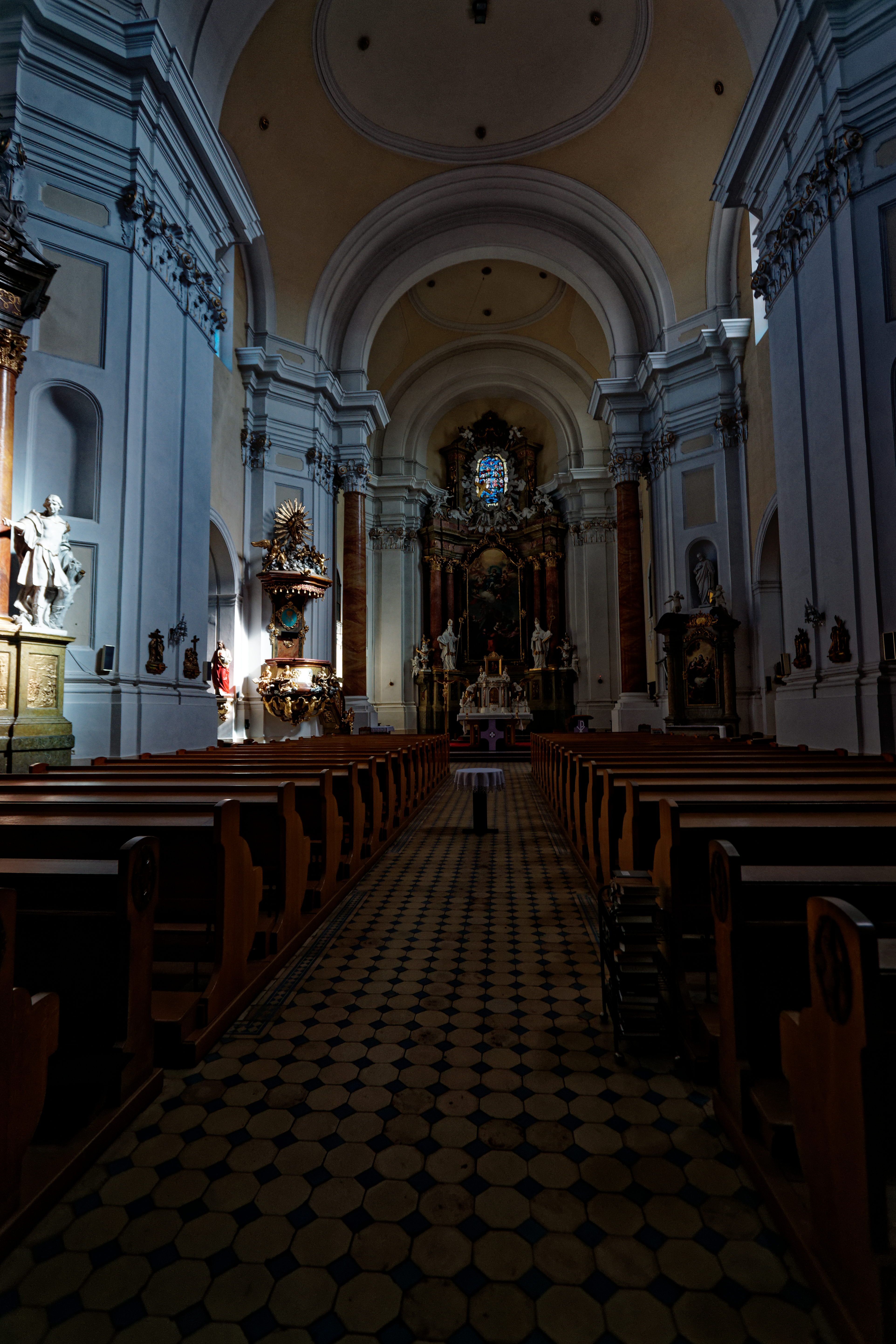
Kremsier Maria Himmelfahrt
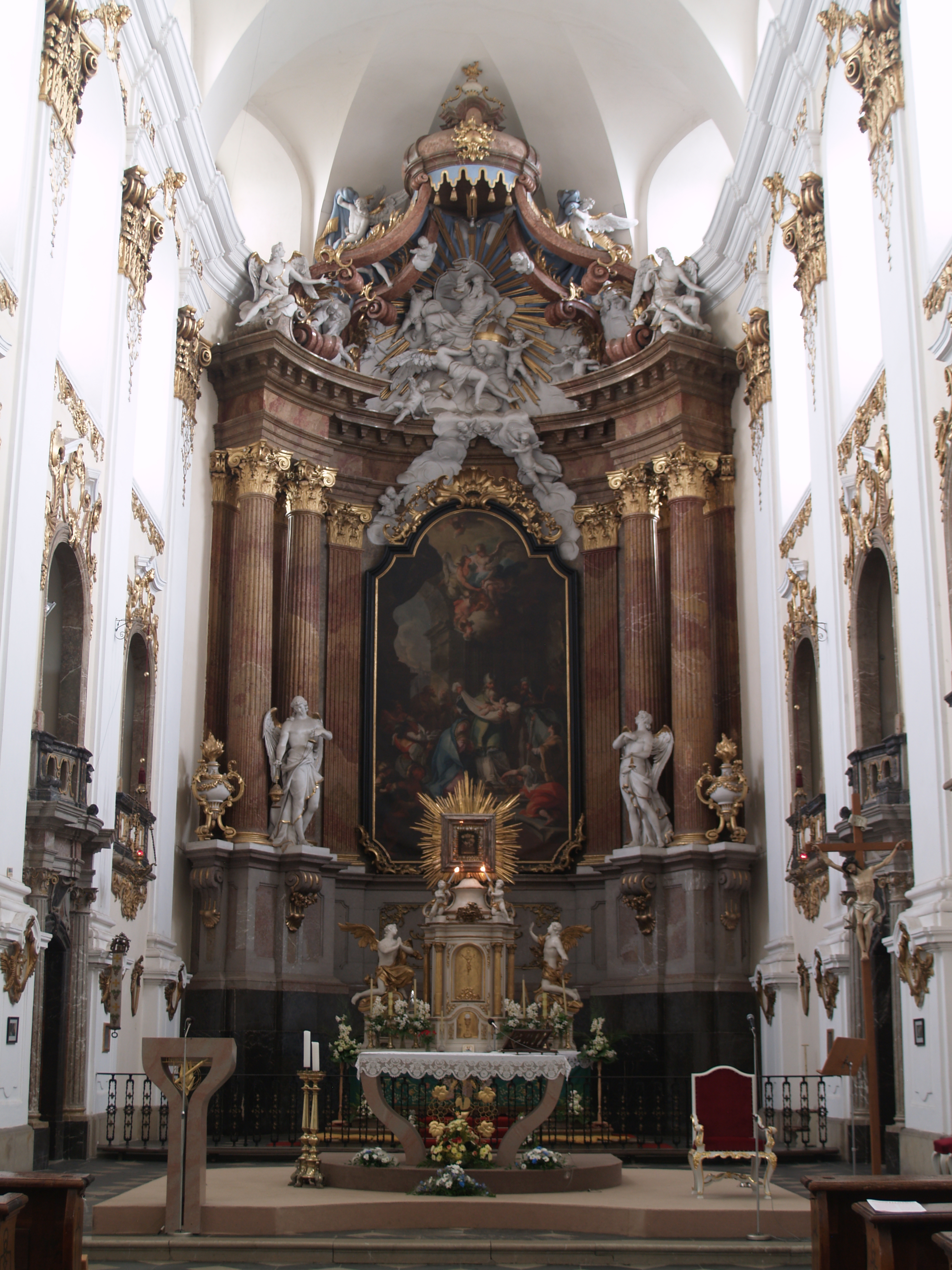
Kirche Dub/M., Hochaltar v. Kohl
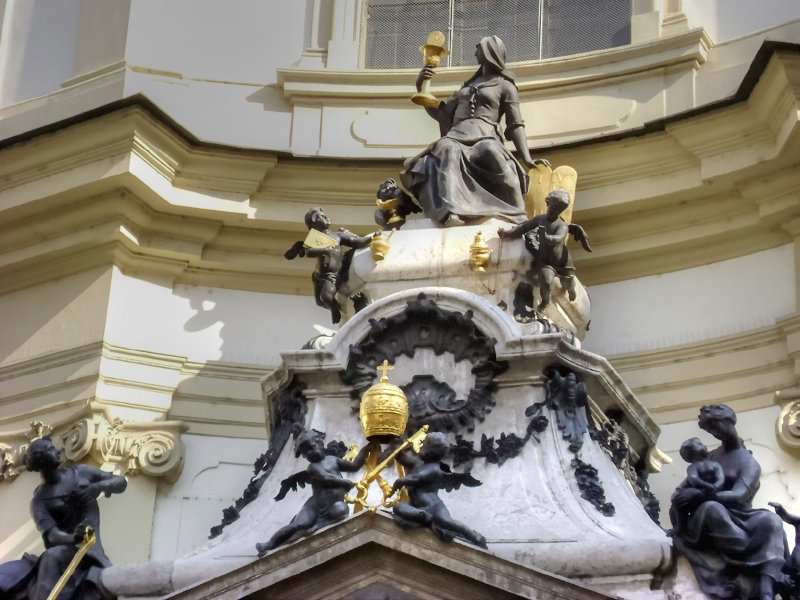
Peterskirche Portalvorbau mit Statuenschmuck